# 杨公镇
杨公镇，是中华人民共和国安徽省淮南市谢家集区下辖的一个乡镇级行政单位。

## 行政区划
杨公镇下辖以下地区：
杨公社区、杨公村、桃元村、陈庙村、前瓦村、汤王村、朱集村、双庙村、胡岗村、黄圩村、杨郢村、大桥村和杨祠村。